# قائمة متاحف الجزائر
تحتوي هذه المقالة على قائمة المتاحف في الجزائر، وهي مرتبة حسب الولايات (مع إمكانية ترتيبها بالضغط على عناوين الأعمدة).

## القائمة
| الولاية           | المتحف                                            | التصنيف | الانشاء/الافتتاح                                                                                                   | معلومات | صورة | احداثيات                 | م             |
| ----------------- | ------------------------------------------------- | ------- | --- | --- | ---- | ------------------------ | ------------- |
| أدرار             | متحف المجاهد بأدرار                               |         | | |      | 27°52'22.2"N 0°17'06.1"W | [ 1 ]         |
| الشلف             | المتحف الوطني العمومي عبد المجيد مزيان بالشلف     | وطني    | | |      | 36°09'36.2"N 1°20'22.6"E | [ 2 ]         |
| الشلف             | متحف تنس أو متحف الأصنام (دار البارود)            | بلدي    | 1847 | متحف تعود بنايته إلى الحقبة الاستعمارية بني سنة 1847 بأمر من الجنرال الفرنسي كافينياك بغية تخزين الاسلحة والبارود للحملات العسكرية الفرنسية التي كانت تعمل على فرض سيطرتها بسهل الشلف انذاك. يضم ما يعادل 1000 نوع من مقتنيات ومخلفات حضارات مختلفة، منها الحضارة الفينيقية و القرطاجية و الرومانية والعربية والعثمانية و الفرنسية بحيث تركت كل وحدة لمستها في المنطقة.                                                                                              |      | 36°30'44.0"N 1°18'17.1"E | [ 3 ] [ 4 ]   |
| الأغواط           | المتحف البلدي (الكنيسة القديمة)                   |         | | كنيسة سانت هيلاريون أو جامع النصارى .. اليوم هي المتحف البلدي في مدينة الأغواط يعتبر المتحف البلدي (الكنيسة القديمة) من أهم الأجزاء المكونة لقصر الأغواط العتيق. |      |                          | [ 5 ]         |
| أم البواقي        | متحف المجاهد                                      |         | | |      |                          | [ 6 ]         |
| باتنة             | متحف تيمقاد                                       | وطني    | 1930 | متحف تيمقاد هو متحف يقع عند مدخل المدينة الأثرية لتيمقاد الملقبة بـ " بومبي شمال أفريقيا" ، في ولاية باتنة بالجزائر. يعرض المتحف القطع الأثرية المكتشفة في هذه المدينة التي تأسست في عهد الإمبراطور تراجان والتي صنفتها منظمة اليونسكو كموقع تراث عالمي منذ عام 1982. كما يقوم بعرض القطع الأثرية المكتشفة من مواقع أثري أخرى مثل تازولت (لامبايزيس). |      |                          | [ 7 ]         |
| بجاية             |                                                   |         | | |      |                          |               |
| بسكرة             | المتحف الجهوي للمجاهد                             |         | | |      |                          |               |
| بشار              |                                                   |         | | |      |                          |               |
| البليدة           |                                                   |         | | |      |                          |               |
| البويرة           |                                                   |         | | |      |                          |               |
| تمنراست           |                                                   |         | | |      |                          |               |
| تبسة              | المتحف الوطني العمومي تبسة                        | وطني    | | |      |                          | [ 8 ]         |
| تلمسان            | المتحف العمومي الوطني للآثار الاسلامية            |         | | |      |                          | [ 9 ]         |
| تيارت             |                                                   |         | | |      |                          |               |
| تيزي وزو          |                                                   |         | | |      |                          |               |
| الجزائر (العاصمة) | المتحف الوطني للمجاهد                             | وطني    | افتتاح 1982 | |      |                          |               |
| الجزائر (العاصمة) | المتحف المركزي للجيش الجزائري                     | وطني    | | |      |                          |               |
| الجزائر (العاصمة) | المتحف الوطني باردو                               | وطني    | | |      |                          |               |
| الجزائر (العاصمة) | المتحف الوطني للفنون الجميلة                      | وطني    | | |      |                          |               |
| الجزائر (العاصمة) | المتحف الوطني للفنون والتقاليد الشعبية            | وطني    | | قصر به معروضات وتحفا صوفية وجلدية، فضية، نحاسية، خشبية، من مختلف أنحاء الجزائر |      |                          | [ 10 ]        |
| الجزائر (العاصمة) | المتحف الوطني للآثار القديمة والفنون الإسلامية    | وطني    | أنشأ المتحف سنة 1838م بعد ثماني سنوات من سقوط العاصمة بيد المستعمر الفرنسي، ودشن رسميا بعد ذلك بستين سنة أي 1897م. | يعتبر من أقدم المتاحف الجزائرية. ومنذ تأسيسه عرف المتحف رغم محافظته على وظيفته بعدة أسماء منها «متحف الآثار الجزائرية»، «المتحف الجزائري للآثار القديمة والفنون الإسلامية»، «متحف ستيفان قزال» نسبة لأحد أشهر علماء الآثار الفرنسيين، «المتحف القومي للآثار»، و أخيرا اصطلح على تسميته بالمتحف الوطني للآثار القديمة وأضيفت إليه كلمة "الفنون الإسلامية". |      | 36°45′41″N 3°02′46″E     | [ 11 ]        |
| الجزائر (العاصمة) | المتحف العمومي الوطني للفن الحديث و المعاصر       | وطني    | افتتح في 1 ديسمبر 2007 من قبل وزيرة الثقافة خالدة تومي                                                             | المتحف الوطني العام للفن الحديث والمعاصر بالجزائر ( المعروف اختصارا باللاتينية MAMA ) هو متحف للفن الحديث والمعاصر، تم افتتاحه في عام 2007، ويقع في قلب العاصمة الجزائر. تتمثل مهمته في التعريف بالفن الجزائري المعاصر وتعزيزه والحفاظ عليه مع إظهار الفن المعاصر الدولي من خلال معارض دائمة وأخرى مؤقتة للأعمال الفنية الجزائرية والدولية. |      |                          | [ 12 ] [ 13 ] |
| الجزائر (العاصمة) | المتحف العمومي الوطني للزخرفة والمنمنمات وفن الخط | وطني    | 2007 | يقع داخل معلم أثري تاريخي هو قصر مصطفى باشا. يحتوي المتحف على 267 تحفة فنية موزعة كاتالي: |      |                          | [ 14 ]        |
| الجلفة            | متحف الأنثروبولوجيا والفن التقليدي                |         | | |      |                          | [ 15 ]        |
| جيجل              |                                                   |         | | |      |                          |               |
| سطيف              | المتحف الوطني العمومي سطيف                        |         | انشاء 17 ابريل سنة 1993                                                                                            | يحتوي المتحف على اربع قاعات عرض الدائم واروقة للفسيفساء، مخبر للترميم، مخزنين للاثار ومكتبة متخصصة وحديقة أثرية، نمطية وهو مضمن في بناية معمارية حديثة تحتوي مجموعاته أثرية المكتشفة بمواقع مصنفة تراثًا عالميًا ووطنيًا، من فترة ما قبل التاريخ ،الفترة القدية و الفترة الإسلامية يحتوي على - بقايا عظمية وصناعة حجرية لثان فريدة مكتشفة في أقدم موقع للحضارة الإنسانية، - لوحات فسيفسائة عالمية - مجموعة الفن الحمادي الاسلامي .                                      |      |                          | [ 16 ] [ 17 ] |
| سطيف              | متحف بني ورثيلان                                  |         | تأسس في 20 أغسطس 2018                                                                                              | يقع متحف بني ورثيلان ببلدية بني ورثيلان التي تبعد بحوالي 80 كلم شمال مدينة سطيف، يتكون المتحف التي تقدر مساحته بـ1650م2 من المرافق التالية: - مدخل رئيسي يؤدي إلى بهو تبلغ مساحته 20 م2 - قاعة عرض رئيسية تبلغ مساحتها 30م2 - قاعة عرض متعددة الخدمات مساحتها 20 م2 - قاعة الحفظ مساحتها 12م2 - قاعة وثائقية مساحتها 12م2 - قاعة محاضرات مساحتها 250 م2 تضم 150 مقعدًا - قاعة شرفية مساحتها 20م2 - الملاحق والسير مساحتها 19م2                                        |      |                          | [ 18 ]        |
| سطيف              | متحف موقع جميلة                                   |         | تأسس سنة 1910 م | يضم متحف موقع جميلة آثار مكتشفة خلال فترة الحفريات التي أجريت بالموقع، وهذا ابتداءً من سنة 1909 م إلى غاية 1957م ، يتكون من أربع قاعات، وهي: - القاعة الأولى: 1910 وتحتوي على فسيفساء عرضت على جدرانها و أرضياتها تقدر مساحتهابـــ: 60م2 - القاعة الثانية: 1915 - القاعة الثالثة: 1930: تعد أكبر قاعات العرض بمتحف جميلة، وتظم لوحات فسيفسائية مهمة جدا أبرزها: فسيفساء، أسطورة فسيفساء الصيد أو القنص تقدر مساحة اللوحات الفسيفسائية بحوالي 519 م2، - القاعة الرابعة |      |                          | [ 19 ]        |
| سعيدة             |                                                   |         | | |      |                          |               |
| سكيكدة            |                                                   |         | | |      |                          |               |
| سيدي بلعباس       |                                                   |         | | |      |                          |               |
| عنابة             |                                                   |         | | |      |                          |               |
| قالمة             |                                                   |         | | |      |                          |               |
| قسنطينة           | المتحف الوطني العمومي سيرتا                       |         | | |      |                          | [ 20 ]        |
| المدية            |                                                   |         | | |      |                          |               |
| مستغانم           |                                                   |         | | |      |                          |               |
| المسيلة           |                                                   |         | | |      |                          |               |
| معسكر             |                                                   |         | | |      |                          |               |
| ورقلة             | المتحف الصحراوي                                   |         | | المتحف الصحراوي في ورقلة هو متحف جزائري مخصص لشعوب وثقافات الصحراء. إنه متحف لما قبل التاريخ والإثنوغرافيا والحرف اليدوية، مصنف ضمن التراث الوطني الجزائري. |      |                          | [ 21 ]        |
|                   |                                                   |         | | |      |                          |               |
| وهران             | المتحف الوطني زبانة                               |         | افتتاح 11 نوفمبر 1935                                                                                              | |      |                          |               |
| البيض             |                                                   |         | | |      |                          |               |
| إليزي             |                                                   |         | | |      |                          |               |
| برج بوعريريج      |                                                   |         | | |      |                          |               |
| بومرداس           |                                                   |         | | |      |                          |               |
| الطارف            |                                                   |         | | |      |                          |               |
| تندوف             |                                                   |         | | |      |                          |               |
| تيسمسيلت          |                                                   |         | | |      |                          |               |
| الوادي            |                                                   |         | | |      |                          |               |
| خنشلة             | المتحف الوطني العمومي للاخوة بولعزيز              |         | | |      |                          | [ 22 ] [ 23 ] |
| سوق أهراس         |                                                   |         | | |      |                          |               |
| تيبازة            | المتحف الوطني العمومي تيبازة                      |         | افتتاح 1955 | |      |                          |               |
| ميلة              |                                                   |         | | |      |                          |               |
| عين الدفلى        |                                                   |         | | |      |                          |               |
| النعامة           |                                                   |         | | |      |                          |               |
| عين تموشنت        |                                                   |         | | |      |                          |               |
| غرداية            | المتحف العمومي الوطني بالمنيعة                    | وطني    | افتتاح 1997 | تأسس المتحف سنة 1997 ويختص في فترة ماقبل التاريخ والأزمنة الجيولوجية بالاضافة إلى قاعة للإثنوغرافيا من أهم معروضاته بقايا متحجرة لعظام ديناصورات (ديبليودوكيس، تيرانوزور، بتيرانودون) هيكل لسمكة هيبودوس وعظام تمساح ايلوزوكيس بالاضافة مختلف الأدوات الحجرية التي تعود لمختلف العصور الحجرية والتي استخدمها الإنسان في حياته اليومية |      |                          | [ 24 ]        |
| غليزان            |                                                   |         | | |      |                          |               |